# Muskowekwan 85
Muskowekwan 85 är ett reservat i Kanada.   Det ligger i provinsen Saskatchewan, i den sydöstra delen av landet, 2 200 km väster om huvudstaden Ottawa. Muskowekwan 85 ligger vid sjön Pinacie Lake.
Trakten runt Muskowekwan 85 består till största delen av jordbruksmark. Trakten runt Muskowekwan 85 är nära nog obefolkad, med mindre än två invånare per kvadratkilometer.